# Leuciscus dzungaricus
Leuciscus dzungaricus és una espècie de peix cipriniforme de la família dels ciprínids que es troba a Mongòlia.